# Ian Lodens
Ian Lodens (5 juni 1998) was een Belgisch jiujitsuka. In augustus 2023 kondigde hij het einde van zijn Jiujitsu carrière aan.

## Levensloop
Lodens is afkomstig uit Knokke-Heist en is aangesloten bij Jiu-Jitsu Club Topsport te Zwijndrecht. Zijn broers Ryan en Ray zijn ook actief in het jiujitsu. Lodens studeerde ergotherapie aan Hogeschool VIVES. In 2018 won hij met zijn toenmalige vriendin en danspartner Natascha Van Es het vijfde seizoen van het VTM-programma Belgium's Got Talent.
Paar
In 2018, zeven dagen na zijn overwinning in Belgium's Got Talent, behaalde hij samen met zijn broer Ryan in het Poolse Gliwice hun eerste Europese titel bij de senioren op het onderdeel 'duo klasiek'. Datzelfde jaar wonnen ze ook goud in deze discipline op hun eerste wereldkampioenschappen in het Zweedse Malmö. In 2019, 2021 en 2022 (telkens te Abu Dhabi) verlengden ze hun wereldtitel. Op het EK van 2019 in het Roemeense Boekarest behaalden ze brons. Hun 2e Europese titel behaalden ze in 2021 in het Duitse Maintal. Deze verlengden ze in 2022 in het Israëlische Naharia.
Gemengd paar
In 2016 behaalde hij samen met Charis Gravensteyn zilver op de Europees kampioenschappen te Gent in het onderdeel gemengd paar. Op de Wereldspelen van 2017 in het Poolse Wrocław wonnen ze samen brons. In 2019 werd het duo in deze discipline in het Roemeense Boekarest Europees kampioen en te Abu Dhabi wereldkampioen. In 2021 behaalde het duo een tweede Europese titel in het Duitse Maintal, alsook brons op de wereldkampioenschappen te Abu Dhabi. Hierdoor voerden ze de wereldranglijst aan. Op de Wereldspelen van 2022 in het Amerikaanse Birmingham behaalden ze zilver. Datzelfde jaar behaalden ze eveneens zilver op het EK in het Israëlische Naharia.